# Moyen norvégien
Le moyen norvégien (en norvégien : mellomnorsk - en nynorsk : mellomnorsk, millomnorsk) est une ancienne forme du norvégien, parlée en 1350 et 1550 environ, succédant au vieux norvégien, et remplacée par le dano-norvégien.